# Nalaykh
 (mars 2023).
Si vous disposez d'ouvrages ou d'articles de référence ou si vous connaissez des sites web de qualité traitant du thème abordé ici, merci de compléter l'article en donnant les références utiles à sa vérifiabilité et en les liant à la section « Notes et références ».
Nalayh (en mongol : Налайх) est l'un des neuf Düüreg (districts) de la capitale mongole, Oulan-Bator. Il est subdivisé en 6 Khoroo (sous-districts).
Contrairement à la plupart des autres Düüreg, Nalayh est techniquement une ville à part, mais toujours sous la gestion commune de la capitale.